# Владіславс Соловейчикс
Владіславс Соловейчикс (латис. Vladislavs Soloveičiks; нар. 25 травня 1999, Рига, Латвія) — латвійський футболіст, півзахисник клубу «Єлгава».

## Біографія

### Клубна кар'єра
Вихованець академії «Сконто». За клуб провів два матчі в Кубку Латвії — 9 квітня 2016 в 1/4 фіналу розіграшу 2015/16 проти «Спартака» (Юрмала) (1:3, г) і 17 липня 2016 в 1/8 фіналу розіграшу 2016/17 проти «Єлгави» (0:2, д. ч., д).
Перед сезоном 2017 року перейшов в клуб другого дивізіону РТУ/Академія «Сконто», де провів півроку.
31 серпня 2017 року підписав п'ятирічний контракт з російським клубом «Зеніт» (Санкт-Петербург). Виступав за фарм-клуб «Зеніт-2» у першості ФНЛ — в сезоні 2017/18 провів 14 ігор, в сезоні 2018/19 — одну. Також зіграв шість матчів в молодіжній першості 2018/19.
1 березня 2019 року відправився в оренду в клуб вищої ліги чемпіонату Латвії «Валміера Гласс», за яку дебютував 31 березня у гостьовій грі 3 туру проти «Риги» (1:0), вийшовши на заміну на 63 хвилині. За сезон 2019 року зіграв у 14 матчах чемпіонату, забивши 1 гол.
У січні 2020 року у статусі вільного агента підписав контракт із «Колосом» (Ковалівка). Півзахисник не провів жодного матчу за команду з Ковалівки і по завершенні сезону 2019/20 повернувся на батьківщину, де підписав контракт з клубом Єлгава. Дебютував за команду, вийшовши на заміну в матчі 17-го туру чемпіонату Латвії проти «Спартакса» (2:3).

### Кар'єра в збірній
25 січня 2015 року у товариському матчі проти збірної Росії (0:1) дебютував у збірній Латвії до 17 років під керівництвом Ігорса Степановса. У жовтні провів два матчі у відбірному турнірі до чемпіонату Європи 2016 проти Польщі та Іспанії.
Виступав за збірну Латвії до 19 років під керівництвом Олександра Басова. Відіграв усі три матчі у відбірковому турнірі до чемпіонату Європи 2017 року. Брав участь у відбірковому турнірі до чемпіонату Європи 2018 року. Капітан команди на Меморіалі Гранаткіна 2017 року.
У складі молодіжної збірної провів два матчі у відбірковому турнірі чемпіонату Європи 2019 року проти Англії (1:2) та Андорри (0:0), а також 6 ігор у відборі на наступний чемпіонат Європи 2021 року.